# 우주괴수 가메라
우주괴수 가메라(宇宙怪獸ガメラ: Space Monster Gamera)는 일본에서 제작된 유아사 노리아키 감독의 1980년 SF 영화이다. 마하 후미야케 등이 주연으로 출연하였고 오바 히로자키 등이 제작에 참여하였다.

## 출연

### 주연
- 마하 후미야케
- 코지마 야에코

### 조연
- 코마츠 요코
- 쿠도 케이코
- 마에다 코이치
- 타카다 토시에
- 하이시 히로지
- 이케다 마코토
- 토비타 키사오
- 코바야시 오사무
- 하야카와 유조
- 타지마 레이코

## 제작진
- 세트: 이와타 노부히사